# Lista siturilor arheologice din județul Sibiu - C
Lista siturilor arheologice din județul Sibiu - C conține toate siturile arheologice din județul Sibiu înscrise în Repertoriul Arheologic Național (RAN) și aflate în localități al căror nume începe cu litera C. RAN este administrat de Ministerul Culturii și Patrimoniului Național și cuprinde date științifice, cartografice, topografice, imagini și planuri, precum și orice alte informații privitoare la zonele cu potențial arheologic, studiate sau nu, încă existente sau dispărute.
Puteți căuta un sit din localitățile care încep cu litera C folosind formularul de mai jos sau puteți naviga prin toate siturile din județ la Lista siturilor arheologice din județul Sibiu.
| Cod RAN                                    | Denumire | Localitate                                       | Adresă                | Datare                                                                            | Descoperit | Coordonate                                              | Imagine           | Erori            |
| ------------------------------------------ | --- | ------------------------------------------------ | --------------------- | --------------------------------------------------------------------------------- | ---------- | ------------------------------------------------------- | ----------------- | ---------------- |
| 145426.01.01 (Cod LMI: SB-I-m-B-11953.01)  | Situl arheologic din epoca romană de la Cașolț - "Pepiniera" / ansamblu anonim (Categorie: locuire) (Tip: Așezare)                                                                            | sat Cașolț, comuna Roșia                         | Pepiniera și Tăietura | sec. II - III d.Hr.                                                               |            |                                                         | Încărcați imagine | Raportați eroare |
| 145426.01.02 (Cod LMI: SB-I-m-B-11953.02)  | Situl arheologic din epoca romană de la Cașolț - "Pepiniera" / ansamblu anonim (Categorie: locuire) (Tip: Necropolă)                                                                          | sat Cașolț, comuna Roșia                         | Pepiniera și Tăietura | sec. II - III d.Hr.                                                               |            |                                                         | Încărcați imagine | Raportați eroare |
| 145426.01.03 (Cod LMI: SB-I-s-B-11953)     | Situl arheologic din epoca romană de la Cașolț - "Pepiniera" / ansamblu anonim (Categorie: locuire) (Tip: Locuire)                                                                            | sat Cașolț, comuna Roșia                         | Pepiniera și Tăietura | Starčevo - Criș                                                                   |            |                                                         | Încărcați imagine | Raportați eroare |
| 145426.02.01 (Cod LMI: SB-I-s-B-11954)     | Necropola hallstattiană de la Cașolț - "Trei Morminte" / ansamblu anonim (Categorie: descoperire funerară) (Tip: Necropolă)                                                                   | sat Cașolț, comuna Roșia                         | Trei Morminte         |                                                                                   |            |                                                         | Încărcați imagine | Raportați eroare |
| 145426.03.01 (Cod LMI: SB-I-s-B-11955)     | Situl arheologic de la Cașolț - "Poiana în Pisc" / ansamblu anonim (Categorie: locuire civilă) (Tip: Așezare)                                                                                 | sat Cașolț, comuna Roșia                         | Poiana în Pisc        | Petrești                                                                          |            |                                                         | Încărcați imagine | Raportați eroare |
| 145426.03.02 (Cod LMI: SB-I-s-B-11955)     | Situl arheologic de la Cașolț - "Poiana în Pisc" / ansamblu anonim (Categorie: locuire civilă) (Tip: Așezare)                                                                                 | sat Cașolț, comuna Roșia                         | Poiana în Pisc        | Turdaș                                                                            |            |                                                         | Încărcați imagine | Raportați eroare |
| 143744.01.01 (Cod LMI: SB-I-m-B-11956.02)  | Situl arheologic de la Cisnădie - "Cetatea" / ansamblu anonim (Categorie: locuire) (Tip: Așezare)                                                                                             | oraș Cisnădie                                    | Cetatea               | geto-dacică                                                                       |            |                                                         | Încărcați imagine | Raportați eroare |
| 143744.01.02 (Cod LMI: SB-I-m-B-11956.01)  | Situl arheologic de la Cisnădie - "Cetatea" / ansamblu anonim (Categorie: locuire) (Tip: Biserică)                                                                                            | oraș Cisnădie                                    | Cetatea               |                                                                                   |            |                                                         | Încărcați imagine | Raportați eroare |
| 143780.01.01 (Cod LMI: SB-I-m-B-11957.02)  | Situl arheologic de la Copșa Mică - Cetatea / ansamblu anonim (Categorie: locuire civilă) (Tip: Așezare)                                                                                      | oraș Copșa Mică                                  | Cetatea               | geto-dacică sec. I a. Chr. - I p. Chr.                                            |            |                                                         | Încărcați imagine | Raportați eroare |
| 143780.01.02 (Cod LMI: SB-I-m-B-11957.01)  | Situl arheologic de la Copșa Mică - Cetatea / ansamblu anonim (Categorie: locuire civilă) (Tip: Așezare)                                                                                      | oraș Copșa Mică                                  | Cetatea               | sec. I a. Chr. - I p. Chr.                                                        |            |                                                         | Încărcați imagine | Raportați eroare |
| 143496.01.01                               | Cetatea medievală de la Cristian / ansamblu anonim (Categorie: locuire civilă) (Tip: Cetate sătească)                                                                                         | sat Cristian, comuna Cristian                    |                       | sec. XIV - XV                                                                     |            |                                                         | Încărcați imagine | Raportați eroare |
| 143496.02.01 (Cod LMI: SB-I-s-B-11959)     | Așezarea romană de la Cristian / ansamblu anonim (Categorie: locuire civilă) (Tip: Așezare rurală)                                                                                            | sat Cristian, comuna Cristian                    |                       | sec. II - III                                                                     |            |                                                         | Încărcați imagine | Raportați eroare |
| 145015.01                                  | Topoare preistorice de la Chesler (Categorie: descoperire izolată) (Tip: obiect izolat) | sat Chesler, comuna Micăsasa                     |                       |                                                                                   |            |                                                         | Încărcați imagine | Raportați eroare |
| 144465.01                                  | Topor neolitic la Chirpăr (Categorie: descoperire izolată) (Tip: obiect izolat) | sat Chirpăr, comuna Chirpăr                      |                       |                                                                                   |            |                                                         | Încărcați imagine | Raportați eroare |
| 145426.04.01 (Cod LMI: SB-II-m-B-12347)    | Casă medievală din Cașolț / ansamblu anonim (Categorie: construcție) (Tip: Casă) | sat Cașolț, comuna Roșia                         | 224                   | sec. al XVIII-lea                                                                 |            |                                                         | Încărcați imagine | Raportați eroare |
| 144465.02.01 (Cod LMI: SB-II-m-A-12352.02) | Ansamblul bisericii evanghelice fortificate de la Chirpăr / ansamblu Fragmente de cetate sătească în ruină și biserica evanghelică fortificată (Categorie: locuire) (Tip: cetate)             | sat Chirpăr, comuna Chirpăr                      | 43                    | sec. XVI                                                                          |            |                                                         | Încărcați imagine | Raportați eroare |
| 144465.02.02 (Cod LMI: SB-II-m-A-12352.01) | Ansamblul bisericii evanghelice fortificate de la Chirpăr / ansamblu Biserica fortificată (Categorie: locuire) (Tip: Biserică)                                                                | sat Chirpăr, comuna Chirpăr                      | 43                    | sec. XIII; înc. sec. XVI                                                          |            | 45°53′36″N 24°35′50″E / 45.8933333333°N 24.5972222222°E | Încărcați imagine | Raportați eroare |
| 144465.02.03 (Cod LMI: SB-II-a-A-12352)    | Ansamblul bisericii evanghelice fortificate de la Chirpăr / ansamblu Ruinele cetății sătești (Categorie: locuire) (Tip: Cetate sătească)                                                      | sat Chirpăr, comuna Chirpăr                      | 43                    | fortificații sec. XVI                                                             |            | 45°53′36″N 24°35′50″E / 45.8933333333°N 24.5972222222°E | Încărcați imagine | Raportați eroare |
| 143744.02.01 (Cod LMI: SB-II-m-A-12355.03) | Ansamblul bisericii evanghelice fortificate de la Cisnădie / ansamblu anonim (Categorie: locuire) (Tip: Cetate sătească)                                                                      | oraș Cisnădie                                    | str. Cetății 1 - 3    | 1430-1530                                                                         |            |                                                         | Încărcați imagine | Raportați eroare |
| 143744.02.02 (Cod LMI: SB-II-m-A-12355.01) | Ansamblul bisericii evanghelice fortificate de la Cisnădie / ansamblu anonim (Categorie: locuire) (Tip: Biserică)                                                                             | oraș Cisnădie                                    | str. Cetății 1 - 3    | sec. XIII - 1493; sec. XVII                                                       |            |                                                         | Încărcați imagine | Raportați eroare |
| 143744.02.03 (Cod LMI: SB-II-m-A-12355.02) | Ansamblul bisericii evanghelice fortificate de la Cisnădie / ansamblu anonim (Categorie: locuire) (Tip: Incinta fortificată)                                                                  | oraș Cisnădie                                    | str. Cetății 1 - 3    | 1430-1530                                                                         |            |                                                         | Încărcați imagine | Raportați eroare |
| 143753.02.01 (Cod LMI: SB-II-m-B-12360)    | Biserica din Cisnădioara / ansamblu anonim (Categorie: structură de cult/religioasă) (Tip: Biserică)                                                                                          | localitate componentă Cisnădioara, oraș Cisnădie | 54                    | secolul XVIII                                                                     |            |                                                         | Încărcați imagine | Raportați eroare |
| 143753.02.02 (Cod LMI: SB-II-m-B-12360)    | Biserica din Cisnădioara / ansamblu anonim (Categorie: structură de cult/religioasă) (Tip: Turn)                                                                                              | localitate componentă Cisnădioara, oraș Cisnădie | 54                    | secolul XIV                                                                       |            |                                                         | Încărcați imagine | Raportați eroare |
| 143753.01.01 (Cod LMI: SB-II-m-A-12358.02) | Ansamblul bisericii evanghelice fortificate de la Cisnădioara - Cetate / ansamblu anonim (Categorie: locuire) (Tip: Cetate sătească)                                                          | localitate componentă Cisnădioara, oraș Cisnădie | Cetate                | sec. XIII: ante 1223                                                              |            |                                                         | Încărcați imagine | Raportați eroare |
| 143753.01.02 (Cod LMI: SB-II-m-A-12358.01) | Ansamblul bisericii evanghelice fortificate de la Cisnădioara - Cetate / ansamblu Biserica "Sf. Mihail" (Categorie: locuire) (Tip: Biserică)                                                  | localitate componentă Cisnădioara, oraș Cisnădie | Cetate                | 1176 - 1223                                                                       |            |                                                         | Încărcați imagine | Raportați eroare |
| 143753.01.03 (Cod LMI: SB-II-m-A-12358.03) | Ansamblul bisericii evanghelice fortificate de la Cisnădioara - Cetate / ansamblu anonim (Categorie: locuire) (Tip: Turn)                                                                     | localitate componentă Cisnădioara, oraș Cisnădie | Cetate                | sec. XIII                                                                         |            |                                                         | Încărcați imagine | Raportați eroare |
| 144517.01                                  | Ruinele Mănăstirii Cisterciene (fostă Santa Maria Candelis) / ansamblu Ruinele Mănăstirii Cisterciene (fostă Santa Maria Candelis) (Categorie: structură de cult/religioasă) (Tip: Mănăstire) | sat Cârța, comuna Cârța                          | 111                   | sec. XIII; transf. sec. XV                                                        |            |                                                         | Încărcați imagine | Raportați eroare |
| 144517.01.01                               | Ruinele Mănăstirii Cisterciene (fostă Santa Maria Candelis) / ansamblu anonim (Categorie: structură de cult/religioasă) (Tip: Biserică)                                                       | sat Cârța, comuna Cârța                          | 111                   | sec. XIII; transf. sec. XV                                                        |            |                                                         | Încărcați imagine | Raportați eroare |
| 144214.01.01 (Cod LMI: SB-II-a-A-12364)    | Ansamblul bisericii evanghelice fortificate de la Copșa Mare / ansamblu Ruinele cetății sătești (Categorie: locuire) (Tip: Cetate sătească)                                                   | sat Copșa Mare, comuna Biertan                   | 237                   | cca. 1519                                                                         |            | 46°08′01″N 24°33′02″E / 46.1336111111°N 24.5505555556°E | Încărcați imagine | Raportați eroare |
| 144214.01.02 (Cod LMI: SB-II-a-A-12364)    | Ansamblul bisericii evanghelice fortificate de la Copșa Mare / ansamblu Biserica fortificată (Categorie: locuire) (Tip: Biserică)                                                             | sat Copșa Mare, comuna Biertan                   | 237                   | mijl. sec. XIV; refaceri, fortificări și transf. 1519, 1797; la sf. sec. XV - XIX |            | 46°08′01″N 24°33′02″E / 46.1336111111°N 24.5505555556°E | Încărcați imagine | Raportați eroare |
| 144214.01.03 (Cod LMI: SB-II-a-A-12364)    | Ansamblul bisericii evanghelice fortificate de la Copșa Mare / ansamblu anonim (Categorie: locuire) (Tip: Fortificații)                                                                       | sat Copșa Mare, comuna Biertan                   | 237                   | sec. XVI                                                                          |            | 46°08′01″N 24°33′02″E / 46.1336111111°N 24.5505555556°E | Încărcați imagine | Raportați eroare |
| 143780.02.01 (Cod LMI: SB-II-m-B-12367.01) | Biserica cu incintă "Înălțarea Domnului" de la Copșa Mică / ansamblu anonim (Categorie: structură de cult/religioasă) (Tip: Biserică)                                                         | oraș Copșa Mică                                  | str. Mediașului 102   | sec. al XVIII-lea                                                                 |            |                                                         | Încărcați imagine | Raportați eroare |
| 143780.02.02 (Cod LMI: SB-II-m-B-12367.02) | Biserica cu incintă "Înălțarea Domnului" de la Copșa Mică / ansamblu anonim (Categorie: structură de cult/religioasă) (Tip: Incintă)                                                          | oraș Copșa Mică                                  | str. Mediașului 102   | sec. al XVIII-lea                                                                 |            |                                                         | Încărcați imagine | Raportați eroare |
| 144571.01.01 (Cod LMI: SB-II-m-A-12371.01) | Biserica fortificată din Curciu / ansamblu anonim (Categorie: structură de cult/religioasă) (Tip: Biserică)                                                                                   | sat Curciu, comuna Dârlos                        | 1                     | sec. al XV-lea                                                                    |            |                                                         | Încărcați imagine | Raportați eroare |
| 144571.01.02 (Cod LMI: SB-II-m-A-12371.02) | Biserica fortificată din Curciu / ansamblu Zidul de incintă (Categorie: structură de cult/religioasă) (Tip: Zid de incintă)                                                                   | sat Curciu, comuna Dârlos                        | 1                     | sec. al XV-lea                                                                    |            |                                                         | Încărcați imagine | Raportați eroare |
| 144571.01.03 (Cod LMI: SB-II-a-A-12371)    | Biserica fortificată din Curciu / ansamblu anonim (Categorie: structură de cult/religioasă) (Tip: Capelă)                                                                                     | sat Curciu, comuna Dârlos                        | 1                     | sec. al XV-lea                                                                    |            | 46°14′32″N 24°24′22″E / 46.2422222222°N 24.4061111111°E | Încărcați imagine | Raportați eroare |
| 144571.01.04 (Cod LMI: SB-II-a-A-12371)    | Biserica fortificată din Curciu / ansamblu anonim (Categorie: structură de cult/religioasă) (Tip: Turn de poartă)                                                                             | sat Curciu, comuna Dârlos                        | 1                     | sec. al XV-lea                                                                    |            | 46°14′32″N 24°24′22″E / 46.2422222222°N 24.4061111111°E | Încărcați imagine | Raportați eroare |
| 144544.01.01                               | Așezarea medievală de la Cârtișoara - "La Glăjărie" / ansamblu anonim (Categorie: locuire) (Tip: Așezare)                                                                                     | sat Cârțișoara, comuna Cârțișoara                | La Glăjărie           | sec.XVIII-XIX d.Hr.                                                               |            |                                                         | Încărcați imagine | Raportați eroare |
| 145426.05.01                               | Biserica medievală de la Cașolț - "Dealul Bisericii" / ansamblu anonim (Categorie: construcție de cult) (Tip: biserică)                                                                       | sat Cașolț, comuna Roșia                         | Dealul Bisericii      | sec. XIV-XX d.Hr.                                                                 |            |                                                         | Încărcați imagine | Raportați eroare |
| 145426.05.02                               | Biserica medievală de la Cașolț - "Dealul Bisericii" / ansamblu anonim (Categorie: construcție de cult) (Tip: Necropolă)                                                                      | sat Cașolț, comuna Roșia                         | Dealul Bisericii      | sec. XIII-XVIII d.Hr.                                                             |            |                                                         | Încărcați imagine | Raportați eroare |
| 143744.03.01                               | Așezarea Coțofeni de la Cisnădie / ansamblu anonim (Categorie: locuire) (Tip: Așezare) | oraș Cisnădie                                    |                       | Coțofeni                                                                          |            |                                                         | Încărcați imagine | Raportați eroare |
| 143744.04.01                               | Tezaurul monetar de la Cisnădie - Dealul Götzenberg / ansamblu anonim (Categorie: descoperire monetară) (Tip: tezaur monetar)                                                                 | oraș Cisnădie                                    | Dealul Götzenberg     |                                                                                   | 1836       |                                                         | Încărcați imagine | Raportați eroare |
| 143744.05                                  | Lespedea funerară de la Cisnădie (Categorie: descoperire funerară) (Tip: monument funerar) | oraș Cisnădie                                    |                       |                                                                                   | 1862       |                                                         | Încărcați imagine | Raportați eroare |
| 143753.03.01                               | Așezarea de epocă Latène de la Cisnădioara - Dealul Cetății / ansamblu anonim (Categorie: locuire) (Tip: Așezare)                                                                             | localitate componentă Cisnădioara, oraș Cisnădie | Dealul Cetății        | Latène                                                                            |            |                                                         | Încărcați imagine | Raportați eroare |
| 143708.01.01                               | Tezaurul monetar de la Coveș / ansamblu anonim (Categorie: descoperire monetară) (Tip: tezaur monetar)                                                                                        | localitate componentă Coveș, oraș Agnita         |                       | sec. XV-XVI                                                                       |            |                                                         | Încărcați imagine | Raportați eroare |
| 143496.05.01                               | Așezarea daco-romană de la Cristian / ansamblu anonim (Categorie: locuire) (Tip: așezare deschisă)                                                                                            | sat Cristian, comuna Cristian                    |                       |                                                                                   |            |                                                         | Încărcați imagine | Raportați eroare |
| 144571.02.01                               | Așezarea de epocă romană de la Curciu - La Cruce / ansamblu anonim (Categorie: locuire) (Tip: Așezare)                                                                                        | sat Curciu, comuna Dârlos                        | La Cruce              | sec. IV d.Hr.                                                                     |            |                                                         | Încărcați imagine | Raportați eroare |